# Beernem
Beernem – miejscowość i gmina w Belgii, w Regionie Flamandzkim, w prowincji Flandria Zachodnia, w okręgu Brugia. 1 stycznia 2024 r. liczyła 16 259 mieszkańców.

## Podział administracyjny
W skład gminy wchodzą dwie dzielnice (deelgemeente):
- Oedelem
- Sint-Joris (Saint-Georges-ten-Distel)